# Sphaerosyllis minima
Sphaerosyllis minima är en ringmaskart som beskrevs av Hartmann-Schröder 1960. Sphaerosyllis minima ingår i släktet Sphaerosyllis och familjen Syllidae. Utöver nominatformen finns också underarten S. m. magnapapillata.